# Raimansuo-Miemalanharju
Raimansuo-Miemalanharju este o arie protejată (arie specială de conservare — SAC, sit de importanță comunitară — SCI) din Finlanda întinsă pe o suprafață de 131 ha, integral pe uscat.

## Localizare
Centrul sitului Raimansuo-Miemalanharju este situat la coordonatele 60°56′17″N 24°33′09″E / 60.9381°N 24.5525°E.

## Înființare
Situl Raimansuo-Miemalanharju a fost declarat sit de importanță comunitară în august 1998 pentru a proteja un număr necunoscut de specii din flora spontană și fauna sălbatică aflate în arealul zonei. Situl a fost protejat și ca arie specială de conservare în aprilie 2015.

## Biodiversitate
Situată în ecoregiunea boreală, aria protejată conține 6 habitate naturale: Turbării active, Mlaștini alcaline, Taiga vestică, Păduri fino-scandinave bogate în ierburi cu Picea abies, Păduri de conifere pe eskere fluvioglaciare sau legate la acestea, Mlaștini împădurite.
La baza desemnării sitului se află un număr nedeclarat de specii protejate.
Pe lângă speciile protejate, pe teritoriul sitului au mai fost identificate 7 specii de plante, 1 specie de pești.